# Ферреро, Марк
Марк Ферреро (фр. Marc Ferrero; род. 1963) — французский художник; создатель сказочного изобразительного искусства.

## Биография
Начал рисовать под влиянием комиксов. Страстно увлеченный телесериалами и фильмами 1970-х, он начал проявлять интерес к созданию рисунков фрагментов и кадров, запечатлевших истории.
Несмотря на то, что Марк человек, создавший себя сам, он следовал классическим путём обучения мастерству: долго тренировался в искусстве наброска графитом, древесным углем, черно-белой гуашью, и лишь затем начал писать акриловой краской и маслом.
Он заканчивает учёбу в возрасте 16 лет чтобы осуществить свои планы и начать активно путешествовать. Это позволяет художнику найти источник вдохновения и начать формирование собственного видения создаваемых им историй, со своими персонажам и характерами.
В 26 лет уже обладая ярко выраженной индивидуальной манерой письма, Марк переезжает в Брюссель, чтобы предложить свои первые эскизы и наброски редакторам Комиксов.
В это время он награждается призом Оливера СТРЕЛЛИ за серию работ под названием "Искусство в Городе". В этот же период Марк экспериментирует с крупным масштабом и решает отойти от мира Комиксов и переключиться на актуальное современное искусство. Он работает в Париже и на художественной выставке в 1992 впервые представляет свой проект, названный «Когда-то давно во времена товарищества». Это романтическое приключение, имевшее место между Нью-Йорком и Монако, где три главных персонажа проживают свои жизни в живописи. Такие как, Лиза Л'Авентура с её гламурным миром, Дюк английский денди поклонник джаза и виолончели, а также профессиональный танцор танго и игрок в поло.
Марк начинает продавать свои первые произведения.
В 1999 он проводит свою первую выставку Современного искусства в Нью-Йорке, а по возвращении в Эз, в ту пору Сен-Поль-де-Ванс на Французской Ривьере, открывает собственную галерею.
На сегодняшний день более 5000 произведений Марка находятся в частных коллекциях мира, из них только в США около 1500. Марк активно сотрудничает с киноиндустрией.

## Персональные выставки
- 2005 Нью-Йорк
- 2006 Лондон
- 2007 Милан
- 2008 Рим
- 2009 Париж
- 2010 Киото